# 理光THETA
理光THETA是于2013年9月，由理光公司推出的数码相机产品，其最大特点在于可以一次性拍摄全天球影像，而于智能设备上回放。
其后续产品为次年推出的 理光THETA m15，新增加了视频拍摄功能，于2014年11月发布。其后续产品保持每年一款的更新速度。

## 概述
传统摄影中要尽可能多地收录环境，需要使用广角镜头或超广角镜头，而进一步使用鱼眼镜头（圆周鱼眼）可以收录到约180°空间。THETA设计则使用了背对的两枚圆周鱼眼镜头，可以同时得到两侧的180°环境，然后机内以FPGA处理合成，于是一次拍摄可以撷取几乎全天球的信息。
THETA相机整体采用相当精简的设计，并没有设计回放用的屏幕，属于模块化设计，需要使用者以iOS或Android平台的智能设备进行wifi连接才可以回放，或使用电脑线缆连接使用相应软件回放；使用者可以移动并放大画面中的细节。
使用非专用软件时，浏览得到的是一张以2:1规格保存的jpg文件，因为其使用等距长方投影以在二维平面上保存全天球信息。
开发团队采访中曾提及，使用『θ』作为产品名称，是由于从上方观察相机，两个相对的突出镜头形似该希腊字母。

## 市场反响与奖项
THETA发布之后，首先登陆北美市场，之后于2013年11月才在日本本土上市。售价为399美元 / 4万日元（约2400元人民币）。

## 后续机型
THETA在全球市场取得巨大的关注，理光公司也追加了后续机型。
理光THETA m15
2014年11月发布。加入了视频录制功能，以MPEG-4 AVC/H.264编码。在2015年的固件更新中，视频录制时间延长到最长5分钟。具有蓝黄红白四色。
理光THETA S
2015年9月发布，外观不变，感光元件升级到1/2.3英寸规格，镜头也使用新设计的6群7枚，开放光圈F2。静止图像支持最高5376×2688规格，视频拍摄时间延长到15分；此外，底部提供了 type D 型的HDMI输出接口。仅提供黑色款。
理光THETA SC
2016年10月推出，基本规格与THETA S类似，不提供底部的HDMI输出串流，但提供四种颜色可选。
2017年8月，理光为初音未來诞生十周年，推出特别联名版本THETA SC Type HATSUNE MIKU，机身为标志性蓝绿色，其具有初音未来形象。除了基本的功能外，可以在专属APP中为全景照片添加miku形象。该特别版全球限量发售3939台。
理光THETA V
2017年9月发布机型，相比S主要在视频录制上有较大进步，增加了对4K规格视频记录的支持；同时内部处理器使用了高通公司的骁龙产品，提升机内性能的同时降低了功耗。伴随的功能改进还有全景声收录的支持。
理光THETA Z1
2019年2月发布，机身材质变更为镁铝合金，感光元件升级为1英寸规格，镜头升级为10群14枚并具有可调式光圈 （f/2.1, f/3.5, f/5.6），静止图像支持最高6720×3360规格，能同时输出JPEG与Adobe DNG格式Raw档案。

## 相关条目

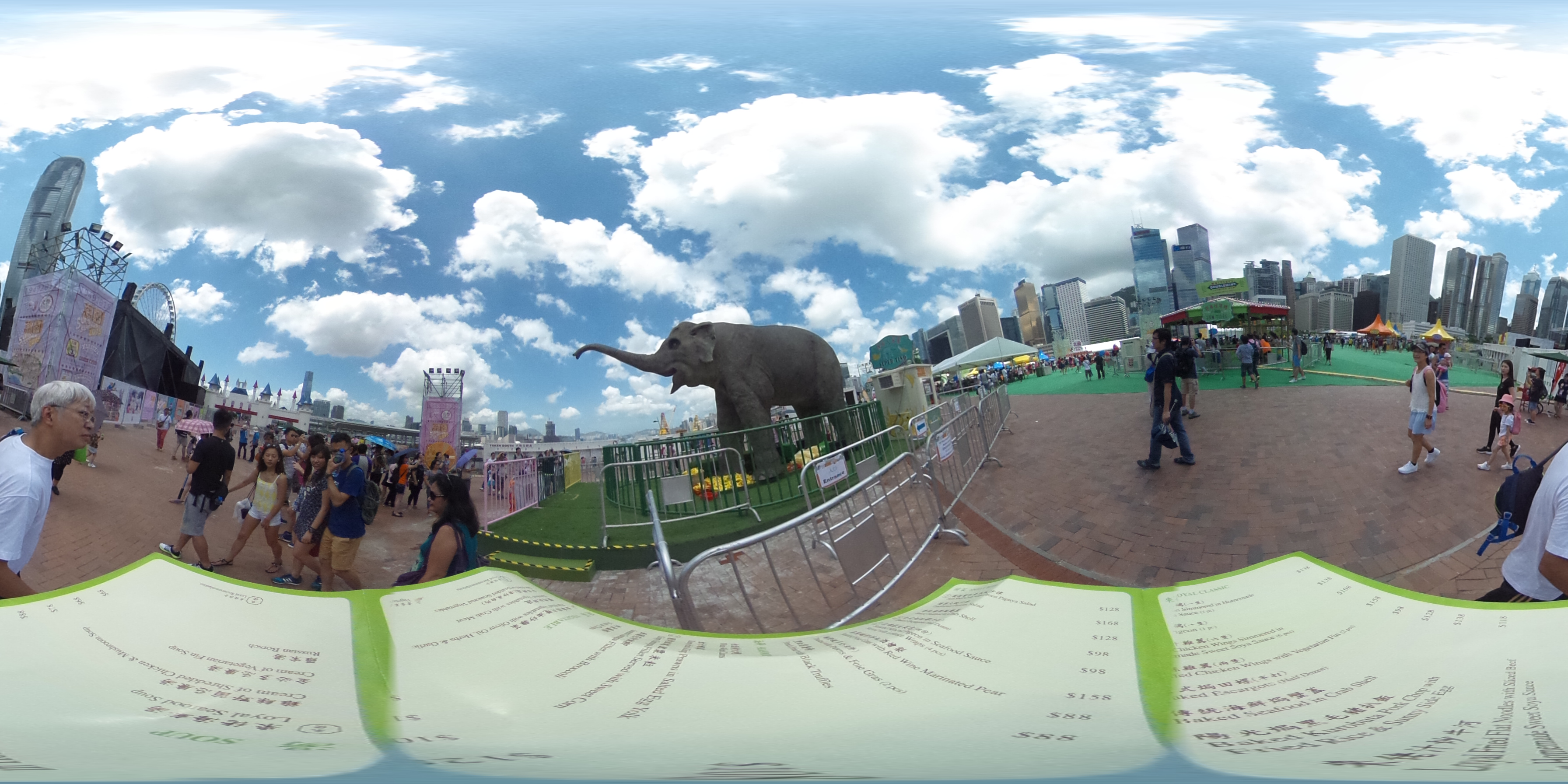
全景摄影